# Batalla de Consuegra
La batalla de Consuegra tuvo lugar el 15 de agosto de 1097 en la localidad toledana de Consuegra, y enfrentó al ejército del rey Alfonso VI contra las fuerzas almorávides del emir Yusuf ibn Tasufin.
La batalla concluyó con una clara victoria para los almorávides.

## Contexto histórico

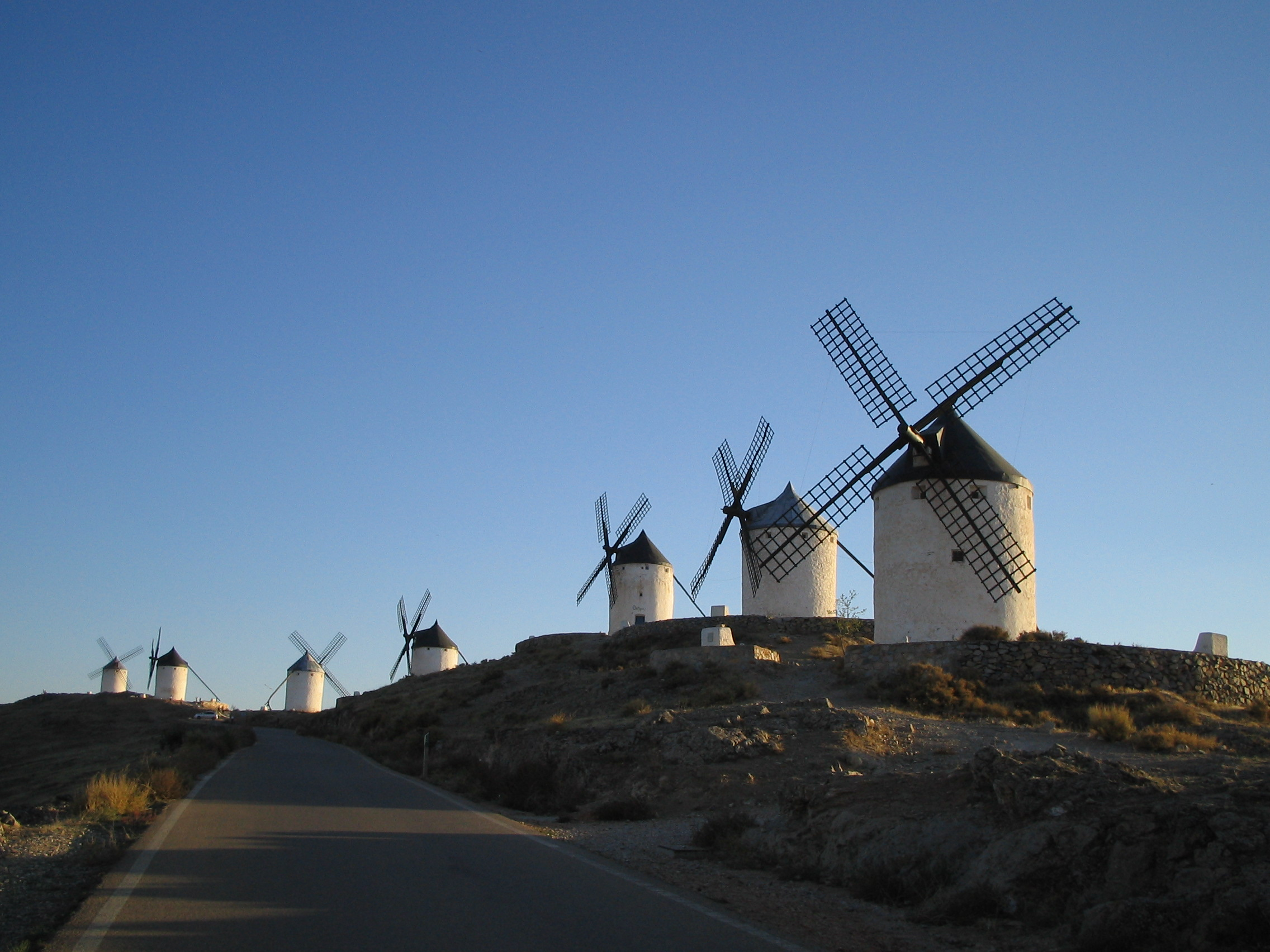
Molinos de Consuegra.

En 1085 Alfonso VI el Bravo, rey de León y Castilla, conquista Toledo, la antigua capital del reino visigodo antes de la derrota del río Guadalete, y a ella traslada su capital, exigiendo a los desgastados reinos de taifas elevados tributos. Alfonso VI se encuentra en su apogeo y se hace nombrar Imperator e incluso Rex Ibericus.
Al año siguiente, el rey decide afianzar su poder en el norte de Hispania y pone sitio a Zaragoza, capital de la taifa del mismo nombre. El emir Yusuf ibn Tasufin desembarca en Algeciras en auxilio de los débiles reyes musulmanes. Alfonso VI, que no está dispuesto a tolerar esta osadía, levanta el cerco de Zaragoza y se dirige al encuentro de Yusuf. El rey sufre una humillante derrota en la batalla de Sagrajas, donde es masacrado al menos la mitad de su ejército: los almorávides rematan a los heridos en combate y agradecen a Alá la victoria subidos a un montón de cabezas de los cristianos.
Pero no es Alfonso VI el único que lucha contra los musulmanes: Rodrigo Díaz de Vivar, conocido como el «Cid Campeador», asola la zona del Turia y se apodera de la plaza fuerte de Valencia (1094) convirtiéndola en capital de un principado que él gobierna. Posteriormente derrota a Yusuf en dos ocasiones: en Cuart de Poblet (1094) y cerca de Gandía, en Bairén (1097) unidas sus tropas a las de Pedro I de Aragón. Pero mientras Rodrigo Díaz lucha en Valencia, un ejército almorávide capitaneado por Mohámmed Ben al-Hach se dirige a Toledo.
El rey decide desafiarlos en Consuegra, pero la escasez de tropas le obliga a pedir refuerzos al Cid, quien tras vencer en Bairén puede permitirse mandar refuerzos a su señor, y como muestra de amistad los envía al mando de su único hijo varón, Diego Rodríguez, heredero de su linaje. Diego llega con refuerzos y poco después su padre le envía la caballería de Álvar Fáñez, la cual es emboscada por los almorávides en las proximidades de Cuenca: algunos jinetes caen en el combate, otros vuelven a Valencia y los pocos restantes marchan con él hasta Consuegra.

## La batalla
Con asombrosa rapidez Alfonso reúne sus tropas en Consuegra, instalando su campamento en su Castillo; allí se siente seguro, pues desde su torre albarrana, antigua fortaleza romana y posteriormente musulmana, se divisa todo el llano circundante. Manda reforzar las murallas de la ciudad y espera a los almorávides que no tardarán en llegar.
Alfonso VI coloca a Álvar Fáñez, experto comandante de caballería, apoyando a Pedro Ansúrez, cuyos hombres son tropas de élite; después coloca a Diego con las tropas del Cid, las mejor armadas, y manda al conde García Ordóñez que proteja con su caballería la vida de Diego. García Ordóñez era un antiguo enemigo del Cid (según el Cantar de Mío Cid, en una ocasión en que el rey Alfonso había encomendado a éste cobrar las parias al rey de Sevilla, el de Granada, Abdalá, se dirigió a saquearla ayudado por algunos nobles, entre los que estaba García Ordóñez. El Cid salió con todas sus tropas a plantar batalla a Abdalá y tras apresar en ella a García segó con su espada un mechón de la barba, lo cual era ofensa gravísima).
La infantería cristiana se dirigió contra la almorávide, apoyado cada contingente por otro de caballería. Los cristianos consiguieron romper las filas de la infantería, pero las alas almorávides, formadas por jinetes, envolvieron a los cristianos. El rey ordenó la retirada y, mientras en el flanco izquierdo se replegaban Pedro Ansúrez y Álvar Fáñez juntos, en el derecho sólo lo hizo García Ordóñez sin ayudar a Diego Rodríguez, quien rodeado por sus hombres, y éstos a su vez por los enemigos, no aguantó mucho más y cayó muerto.
Alfonso VI se refugió dentro de la ciudad, que no tardó en caer, y se retiró al Castillo, un bastión inexpugnable en lo alto de un cerro. Tras ocho días de sitio, sin agua, ni apenas comida, y con solo unas centenas de hombres, Alfonso VI resiste el asedio de los moros que intentan escalar sus murallas. Tras el octavo día los almorávides, diezmadas sus tropas, sofocados por el calor y temiendo la llegada de refuerzos cristianos, levantan el sitio y se retiran.
Alfonso VI perdió muchos hombres, pero uno de ellos destaca sobre los demás: Diego Rodríguez, hijo del Cid Campeador, cuyo valor, entrega y muerte se celebran cada año desde 1097 en Consuegra.
La batalla de Consuegra fue el segundo gran combate directo entre el ejército castellano-leonés y el almorávide.
Yusuf ibn Tasufin, diez meses después de la batalla de Consuegra, en junio de 1098 volvió a Marrakech (África) satisfecho por sus numerosas conquistas.

## Evento Consuegra Medieval
El ayuntamiento de Consuegra lleva a cabo una representación parateatral que durante tres días transporta la localidad a la Reconquista. Más de quinientos participantes dan vida a una localidad medieval inmersa en una guerra y a punto de presenciar la batalla de Consuegra.
Se organizan diversos espectáculos:
- Ceremonia ritual mozárabe de vísperas de guerra.
- Llegada de las tropas del rey Alfonso VI.
- Escenas de la vida medieval en guerra y asedio dentro del Castillo de Consuegra.
- Rieptos o duelos entre caballeros cristianos.
- Campamento de guerra almorávide.
- Mercado medieval.
- La ceremonia fúnebre por la muerte del hijo de El Cid, Diego Rodríguez.
- As-Satrany. Espectáculo simbólico en que luces, sombras y actores se mezclan en un tablero de ajedrez gigante para representar el desarrollo de la batalla.
- Danza de la Muerte.